# Северинув (Радомський повіт)
Северинув (пол. Sewerynów) — село в Польщі, у гміні Пшитик Радомського повіту Мазовецького воєводства.
Населення — 68 осіб (2011).
У 1975-1998 роках село належало до Радомського воєводства.

## Демографія
Демографічна структура станом на 31 березня 2011 року:
|          | Загалом | Допрацездатний вік | Працездатний вік | Постпрацездатний вік |
| -------- | ------- | ------------------ | ---------------- | -------------------- |
| Чоловіки | 39      | 15                 | 18               | 6                    |
| Жінки    | 29      | 6                  | 18               | 5                    |
| Разом    | 68      | 21                 | 36               | 11                   |